# Parascythris
Parascythris é um gênero de traça pertencente à família Agonoxenidae.